# هاك سبنسر
هاك سبنسر (بالإنجليزية: Hack Spencer)‏ هو لاعب كرة قاعدة أمريكي، ولد في 25 أبريل 1885 في سانت كلاود في الولايات المتحدة، وتوفي في 5 فبراير 1969 في سانت أنتوني في الولايات المتحدة.